# 本宗寺
本宗寺（ほんしゅうじ）は、愛知県岡崎市美合町にある浄土真宗本願寺派の寺院。山号は土呂殿。本尊は阿弥陀如来。

## 概要

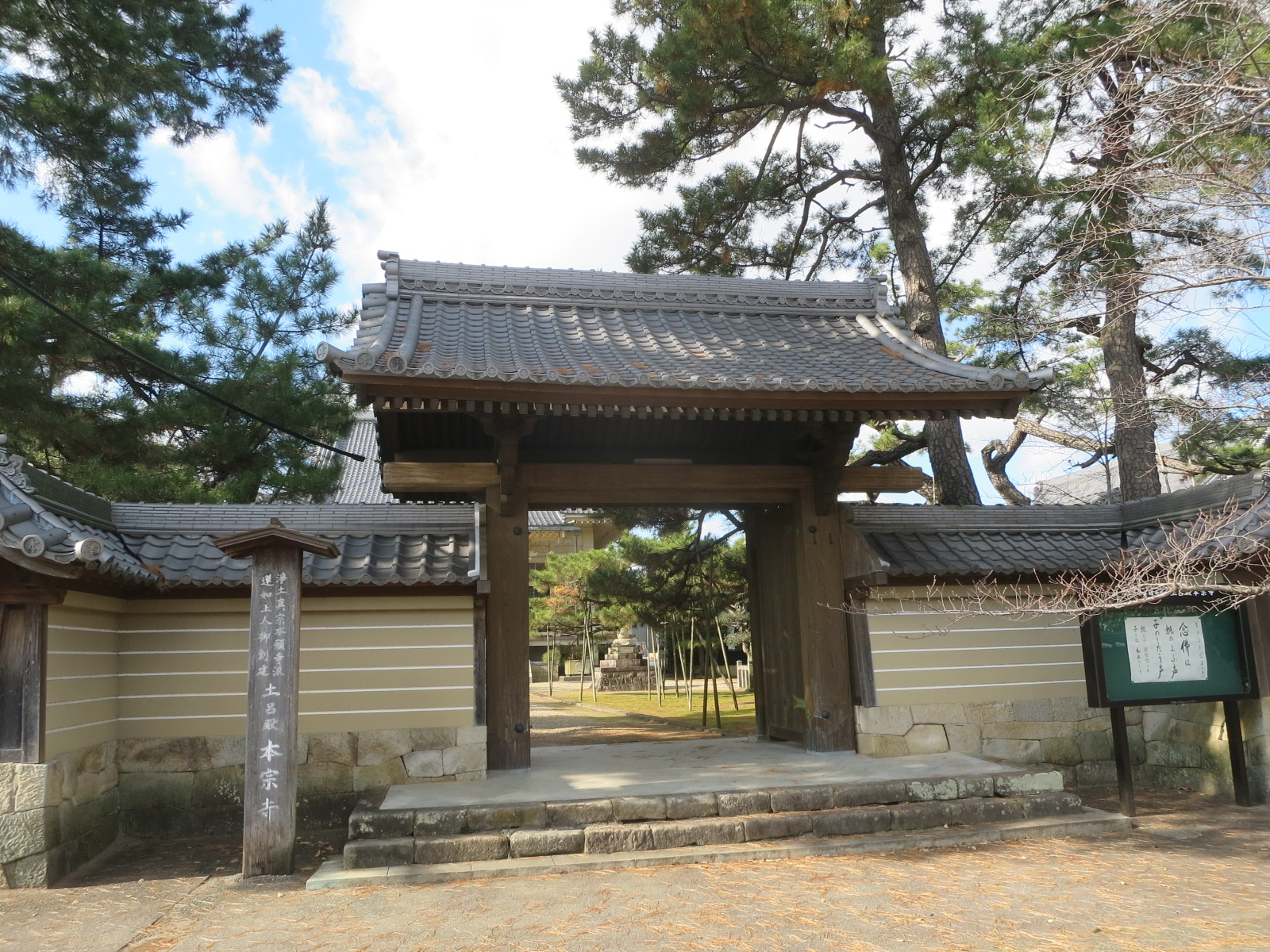
本宗寺山門

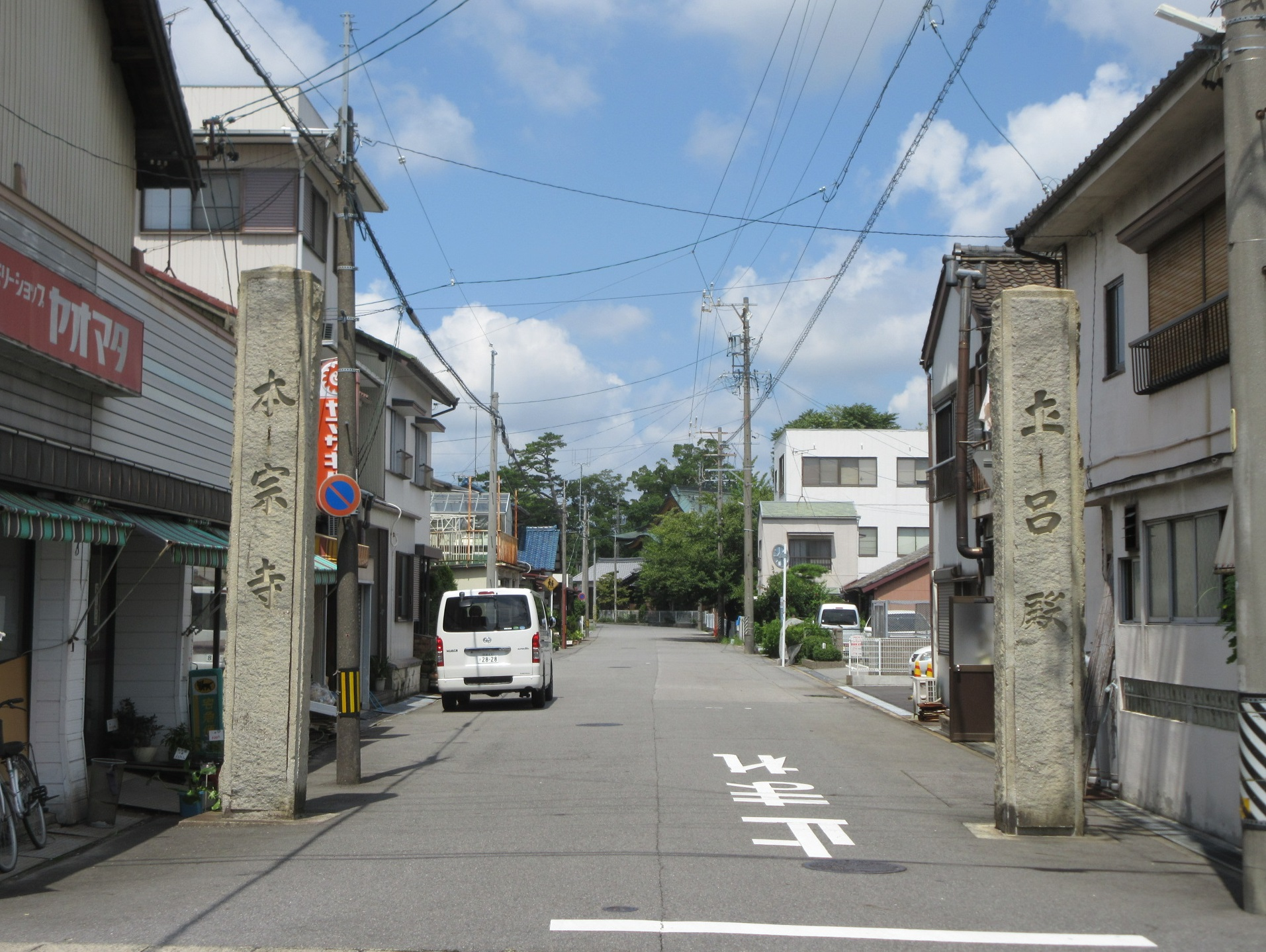
「土呂殿」と彫られた石門

1468年（応仁2年）、本寺は蓮如上人によって創建された。創立当時は土呂（現在の福岡町）にあった。蓮如上人に続いて、第九世実如も本宗寺を拠点として三河門徒教化につとめ、四男の実円を本宗寺の初代住職に任じた。
1559年（永禄2年）、朝廷より勅許院家に列せられた。
三河一向一揆（1563年〜1564年）の際、徳川家康は本願寺門派の寺院道場をことごとく破壊。本寺も永禄7年（1564年）2月28日に焼失した。家康は「国内宗門御停止」を命じ、寺の住職は他の地に移った。その後、石川家成の母で家康の叔母である妙西尼の再三の嘆願によって、天正13年（1585年）12月に宗門再興の赦免状が発せられ、本宗寺は復興を許された。
1611年（慶長6年）、現在の地（美合町）に移転。幕府より75町歩を与えられる。この寺領は明治維新後に国有化され、現在は愛知県立農業大学校の敷地となっている。
1968年（昭和43年）、不審火で本堂を焼失。現在の本堂は1973年（昭和48年）に再建されたものである。
1987年（昭和62年）7月15日、絹本著色芳春院妙西尼公像が岡崎市の文化財に指定された。

## 交通手段
- 名鉄名古屋本線「美合駅」下車、南約400メートル、徒歩で約5分。